# 가우아섬

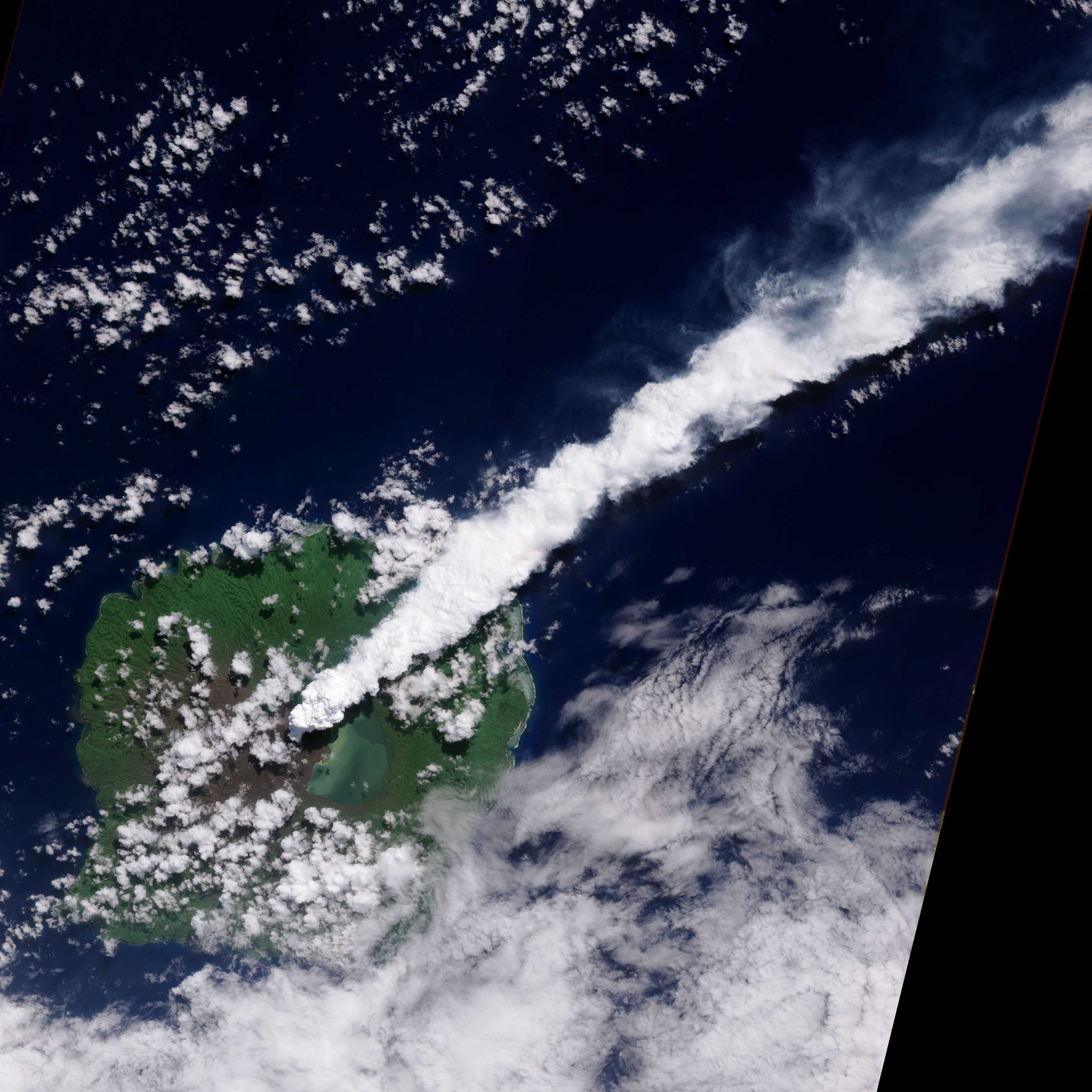

가우아섬(영어: Gaua)은 바누아투의 뱅크스 제도에 있는 화산섬으로, 넓적하게 생겼다. 이 섬은 성층 화산으로, 중앙에 칼데라 호수가 있는데 그 옆에는 가장 높은 봉우리인 가하라트산이 솟아있다. 현재도 활동 중이며, 사람들은 이곳에서 거주하기도 한다. 산타마리아섬(Santa Maria Island)으로 알려져 있기도 하다.